# ДР
ДР (на датски: DR, съкращение от бившето наименование Danmarks Radio – Датско радио, използвано до 1996 г.) е националната телевизионна и радиоразпръсквателна корпорация в Дания.
Основана през 1925 г. като организация в обществена полза, ДР е най-старото и най-голямо електронно медийно предприятие в страната. Компанията е сред 23-те разпръсквателни организации, които основават Европейския съюз за радио и телевизия през 1950 г.
Финансира се от събираните такси „Телевизионен лиценз“, заплащани от всички собственици на радиоапарати, телевизори, както и на други устройства в последните години, които могат да получават видеосъдържанието на ДР в Дания, независимо дали използват услугите на ДР.
ДР управлява 4 национални ФМ радио станции (P1 и P2 споделят обща FM мрежа), както и 9 цифрови телевизионни канала. Всички радиостанции могат да се слушат в интернет и чрез мобилни устройства.

## История
ДР е основана на 1 април 1925 г. с името Radioordningen (Радиоорднинген). Сменено е на Statsradiofonien (Статсрадиофониен) през 1926 и на Danmarks Radio през 1959 г. Абревиатурата ДР се използва в официалнни документи от 2000 г.
По време на германската окупация на Дания през Втората световна война радиоизлъчването е цензурирано при особено тежки условия от август 1943 г. Голяма част от датското население започва да приема други датскоезични радиостанции, ББС или нелегална преса както и шведското радио в периода 1944 – 1945 г.,
Статсрадиофониен, втората датска радиостанция, програма 2 (Р2), е добавена през 1951 г. Програма 3 (Р3 от 1963 г.) започва с експериментално телевизионно излъчване през 1949 г. и редовно излъчване през 1951 г., а ежедневна програма – през 1954 г. Излъчването на цветна телевизия тестово започва през март 1967 г. Първото по-голямо събитие, излъчено цветно, са [[Зимни олимпийски игри 1968|Зимните олимпийски игри в Гренобъл, Франция през 1968]] г. ДР официално приключва тестовите предавания на цветна телевизия на 1 април 1970 г., телевизията прекратява излъчването на последната черно-бяла програма TV Avisen през 1978 г.
ДР добавя втори телевизионен канал (ДР2) през август 1996 г. На 7 юни 2007 г. ДР добавя денонощния новинарски канал DR Update, чието излъчване е прекратено през март 2013 г. Цифровизацията става на 1 ноември 2009 г. ДР добавя 3 нови канала:
- DR K – многокултурен канал, с предимно документални и стари филми;
- DR HD – НД трансмисия, веднъж седмично излъчва „филм на седмицата“ по същото време с ДР 1;
- DR Ramasjang – детски канал.

Монополът на Датското радио като национална телевизия е прекратен през 1988 г., когато TV 2 започва излъчване.
През 2013 г. ДР представя новото си лого, на което надписът ДР е представен с бял безсерифен шрифт на черен фон. Логото е използвано само от някои от радиата и телевизиите на ДР, като ДР Р3, както и от новия телевизионен канал ДР3 (стартирал на 28 януари 2013 г., заместил DR HD) и DR Ultra (стартирал на 4 март 2013 г., заместил DR Update).